# Grand Prix Formule 1 van Australië 1994

het circuit in Adelaide

De Grand Prix Formule 1 van Australië 1994 werd gehouden op 13 november 1994 in Adelaide.

## Verslag
De race werd gekenmerkt door het incident tussen Damon Hill en Michael Schumacher in de 36ste ronde. Schumacher was  van de baan gegaan  in de East Terrace bocht, waardoor hij de muur raakte. Hill zag Schumacher langzaam rijden en probeerde hem in te halen voor de volgende bocht,  echter gooide Schumacher de deur dicht en een botsing was het gevolg.  
Schumacher was onmiddellijk uitgeschakeld, Hill wist de pits nog te bereiken maar door ophangingsproblemen moest ook hij opgeven. Hierdoor won Schumacher de titel. Nigel Mansell won uiteindelijk de race, zijn laatste race-overwinning in de Formule 1. Het incident werd door de marshalls geklasseerd als een race-incident.

## Uitslag
| Positie | Nummer | Rijder                 | Team              | Ronden | Tijd/Opgave         | Startplaats | Punten |
| ------- | ------ | ---------------------- | ----------------- | ------ | ------------------- | ----------- | ------ |
| 1       | 2      | Nigel Mansell          | Williams-Renault  | 81     | 1:47:51.4           | 1           | 10     |
| 2       | 28     | Gerhard Berger         | Ferrari           | 81     | +2.511              | 11          | 6      |
| 3       | 8      | Martin Brundle         | McLaren-Peugeot   | 81     | +52.487             | 9           | 4      |
| 4       | 14     | Rubens Barrichello     | Jordan-Hart       | 81     | +1:10.530           | 5           | 3      |
| 5       | 26     | Olivier Panis          | Ligier-Renault    | 80     | +1 Ronde            | 12          | 2      |
| 6       | 27     | Jean Alesi             | Ferrari           | 80     | +1 Ronde            | 8           | 1      |
| 7       | 30     | Heinz-Harald Frentzen  | Sauber-Mercedes   | 80     | +1 Ronde            | 10          |        |
| 8       | 9      | Christian Fittipaldi   | Arrows-Ford       | 80     | +1 Ronde            | 19          |        |
| 9       | 23     | Pierluigi Martini      | Minardi-Ford      | 79     | +2 Rondes           | 18          |        |
| 10      | 6      | Jyrki Järvilehto       | Sauber-Mercedes   | 79     | +2 Rondes           | 17          |        |
| 11      | 25     | Franck Lagorce         | Ligier-Renault    | 79     | +2 Rondes           | 20          |        |
| 12      | 7      | Mika Häkkinen          | McLaren-Peugeot   | 76     | Remmen              | 4           |        |
| NF      | 24     | Michele Alboreto       | Minardi-Ford      | 69     | Ophanging           | 16          |        |
| NF      | 4      | Mark Blundell          | Tyrrell-Yamaha    | 66     | Ongeluk             | 13          |        |
| NF      | 20     | Jean-Denis Délétraz    | Larrousse-Ford    | 56     | Versnellingsbak     | 25          |        |
| NF      | 11     | Mika Salo              | Lotus-Mugen-Honda | 49     | Elektrisch probleem | 22          |        |
| NF      | 31     | David Brabham          | Simtek-Ford       | 49     | Motor               | 24          |        |
| NF      | 12     | Alessandro Zanardi     | Lotus-Mugen-Honda | 40     | Gaspedaal           | 14          |        |
| NF      | 0      | Damon Hill             | Williams-Renault  | 35     | Ongeluk             | 3           |        |
| NF      | 5      | Michael Schumacher     | Benetton-Ford     | 35     | Ongeluk             | 2           |        |
| NF      | 32     | Domenico Schiattarella | Simtek-Ford       | 21     | Versnellingsbak     | 26          |        |
| NF      | 3      | Ukyo Katayama          | Tyrrell-Yamaha    | 19     | Spin                | 15          |        |
| NF      | 19     | Hideki Noda            | Larrousse-Ford    | 18     | Olielek             | 23          |        |
| NF      | 10     | Gianni Morbidelli      | Arrows-Ford       | 17     | Olielek             | 21          |        |
| NF      | 15     | Eddie Irvine           | Jordan-Hart       | 15     | Spin                | 6           |        |
| NF      | 12     | Johnny Herbert         | Benetton-Ford     | 13     | Versnellingsbak     | 7           |        |
| NQ      | 34     | Bertrand Gachot        | Pacific-Ilmor     |        |                     |             |        |

## Wetenswaardigheden
- Het was de laatste race van Lotus en Larrousse

## Statistieken
| Pole-position | Nigel Mansell      | Williams-Renault | 1:16.179 |
| Snelste ronde | Michael Schumacher | Benetton-Ford    | 1:17.140 |

## Noot
- Dit was het debuut van de Zwitserse coureur Jean-Denis Delétraz.
- Eerste wereldtitel voor Michael Schumacher en voor een Duitse coureur. Schumacher was de 24ste coureur die wereldkampioen werd.

1949 · 1985 · 1986 · 1987 · 1988 · 1989 · 1990 · 1991 · 1992 · 1993 · 1994 · 1995 · 1996 · 1997 · 1998 · 1999 · 2000 · 2001 · 2002 · 2003 · 2004 · 2005 · 2006 · 2007 · 2008 · 2009 · 2010 · 2011 · 2012 · 2013 · 2014 · 2015 · 2016 · 2017 · 2018 · 2019 · 2020 · 2021 · 2022 · 2023 · 2024 · 2025